# Kanupolo-Weltmeisterschaften 1996
Die zweiten Kanupolo-Weltmeisterschaften der International Canoe Federation fanden vom 6. bis 10. Oktober 1996 in Adelaide in Australien statt.
Bei den Herren nahmen 15 Nationen teil und bei den Damen fünf.
Die australische Herrenmannschaft gewann in der Aufstellung Bradley Baker, Brett Houghton, Duncan Cochrane, Keith McCherley, Steve Hemsley, Damien Armstrong, Luke Ariston und Trent Baker.
Die britische Damenmannschaft gewann mit dem Team Ginny Coyles, Susan Berry, Jackie Marlow, Dianne Ratcliff, Claire Allen, Lynn Knowles und Jo Kirkbride.

## Ergebnisse
| Kategorie | Gold                   | SilberAus  | Bronze      |
| --------- | ---------------------- | ---------- | ----------- |
| Männer    | Australien             | Italien    | Deutschland |
| Frauen    | Vereinigtes Königreich | Australien | Deutschland |